# Мещанская драма
Мещанская, или буржуазная драма — особый вид драматических произведений, впервые появившийся в XVIII веке и пользовавшийся успехом вплоть до начала XIX века.

## История
Мещанская драма представляла собой нечто среднее между трагедией и комедией. «Мещанская» (буржуазная) драма в разное время и в разных странах имела несколько названий, отображавших по сути одно явление. В связи с этим мещанскую драму называют также «сентиментальной комедией», «буржуазной драмой», «буржуазной трагедией», «серьёзной (слёзной) драмой (комедией)». Появление её было обусловлено заметным возвышением буржуазии, богатевшей благодаря быстрому росту торговли и промышленности и приобщавшейся к духовной культуре. Основными действующими лицами в мещанской драме соответственно являются не дворяне, а представители буржуазии. В мещанской драме происходит разрыв с принципами классицизма в драматургии. Вместо династических, государственных или гражданско-патриотических идей и действий драматурги вводят в театр интересы частной жизни.
Этот жанр, возникнув в Англии (Джордж Лилло, Эдуард Мур), получил наибольшее распространение во Франции (Дени Дидро, М.-Ж. Седен, Л.-С. Мерсье, Бомарше) и Германии (Г. Э. Лессинг, Ф. Шиллер, Я. М. Р. Ленц, Г. Л. Вагнер). Свои взгляды Дидро изложил в двух специальных рассуждениях: «Три разговора о драматической поэзии» (1757) и «Трактат о драматической поэзии» (1758). Мерсье утверждал, что этот жанр «бесконечно более полезен, более верен и более интересен», чем трагедия и комедия, «потому что он более доступен массе граждан». Бомарше в предисловии к своей пьесе «Безумный день, или Женитьба Фигаро» иронизировал по поводу невозможности изображать третье сословие страдающим:
В трагедиях все королевы и принцессы пылают страстью и с большим или меньшим успехом с нею справляются, — это считается дозволенным, а вот в комедиях обыкновенной смертной нельзя, видите ли, бороться с малейшей слабостью! О могучее влияние названия! О обоснованность и последовательность мнений! В зависимости от жанра сегодня осуждается то, что еще вчера одобрялось. А между тем основа обоих жанров одна и та же: добродетели без жертвы не бывает.